# STS–108
Az STS–108 jelű küldetés az amerikai űrrepülőgép-program 107., a Endeavour űrrepülőgép 17. repülése. A 12. közvetlen járat a ISS-re.

## Jellemzői
A beépített kanadai Canadarm (RMS) manipulátor kart 50 méter kinyúlást biztosított (műholdak indítás/elfogása, külső munkák [kutatás, szerelések], hővédőpajzs külső ellenőrzése) a műszaki szolgálat teljesítéséhez.
Space Shuttle küldetés a Nemzetközi Űrállomásra (ISS). Elsődleges cél volt, hogy logisztikai
ellátmányt szállítson és elvégezze az előírt programot, valamint a szükséges javításokat, karbantartásokat. Az ISS űrállomás orosz  gyártmányú Pirsz moduljához dokkolt. Szállította a 
4. Személyzetét és a program végén a Földre hozta a 3. Személyzetet. A személyre szabott ülések cseréje lehetővé tette a leváltott űrhajósok visszaszállítását.
Az Endeavour űrállomás leválása után jelzés érkezett, hogy veszélyes űrszemét van a közelben (40 mérföld), egy az 1970-es években indított orosz rakéta maradványa. A sodródást követően a főmotorokat csak a pontos behatárolás után indították.

## Első nap
Eredetileg 2001. november 29-én indult volna, de a mostoha időjárás és az űrállomás dokkoló egységének technikai hibája miatt csak december 5-én a szilárd hajtóanyagú gyorsítórakéták, Solid Rocket Booster(SRB) segítségével Floridából, a Cape Canaveral (KSC) Kennedy Űrközpontból, a LC39–B (LC–Launch Complex) jelű indítóállványról emelkedett a magasba. Az orbitális pályája 92 perces, 51,6 fokos hajlásszögű, elliptikus pálya perigeuma 353 kilométer, az apogeuma 377 kilométer volt. Felszálló tömeg indításkor 121 847 kilogramm, leszálló tömeg 114 692 kilogramm. Szállított hasznos teher 4280 kilogramm.

## Hasznos teher
1. MPLM (Raffaello) teherűrhajót az űrállomás manipulátor karja Linda Godwin irányításával kiemelte a űrrepülőgép rakteréből, majd csatlakoztatta az ISS Unity kikötőmoduljához. 3000 kilogramm logisztikai árút (víz, élelmiszer, ruházat, személyes tárgyak, orvosi- eszközök, berendezések, kutatási- anyagok és eszközök) szállítottak. Visszafelé bepakolták a kutatási, gyártási és a csomagoló anyagokat, a szemetet. A legénység segítette a belső karbantartás végzését (kompresszor, légkondicionáló), valamint beszerelni az új futópadot.
2. Cellular Biotechnology Operations Support System (CBOSS) – biotechnológiai kísérletsorozat. Az űrállomáson maradt laboratóriumban új kutatási sejtek került.
3. Multiple Application Customized Hitchhiker–1 (MACH–1) – széles kísérletsorozat a Prototype Synchrotron Radiation Detector segítségével.
4. Space Experiment Module (SEM) – argentin, portugál, marokkói, ausztrál és amerikai iskolások közös kísérleti programja.
5. 2001. szeptember 11-ei terrortámadások emlékére 6000 amerikai zászlót vittek magukkal, amit visszatérés után az áldozatok családtagjai között szétosztottak.

### Űrséták
Az űrséta (kutatás, szerelés) alatt külső szemlét tartottak az űrállomásnál, majd elvégezték a szükséges javításokat (szigetelés, feleslegessé vált antenna eltávolítás, az STS–110 fogadásnak előkészítése), akkumulátorok cseréjét.
(zárójelben a dátum és az időtartam)
- EVA 1: Godwin és Tani (2001. december 10., 4 óra 12 perc)

### Műhold
Leszállás időszakában a tehertérben rögzített iskolai műholdat egy rúgós szerkezet az űrrepülőgép rakteréből kipattintotta a világűrbe. A műhold pályairányba állítását követően az űrrepülőgép 13-16 kilométerre eltávolodott.

#### Starshine–2
Építette a Naval Research Laboratory (NRL) (Washington), együttműködve középiskolás diákokkal a világ minden tájáról. A programban együttműködött a US Space Command (Peterson) és a német Space Operations Center (GSoC) (Oberpfaffenhofen).
Megnevezései: Starshine (Student-Tracked Atmospheric Research Satellite for Heuristic International Networking Equipment);  Starshine (2001-054B). Kódszáma: SSC 26996.
A NASA és az iskolákat tömörítő szervezet első műholdja a Starshine–1 (1999-030B), a második az Athena hordozórakétával 2001. szeptember 29-én induló Starshine–3 (2001-043A), a harmadik a december 16-án a Starshine–2 (2001-054B). 26 ország, 660 iskolájából, több mint 30 000 diák vett részt a nyolc hónapig keringő műhold, 845 finom csiszolású, homorú tükrei a Földről megvilágított lézerfényt (31 tükör) passzívan visszaverte.
Fedélzetén nem voltak mérőeszközök, műszerek, pályairányba (magasságában) helyezve passzív műhold. Anyaga alumínium, formája gömb, átmérője 48,3 centiméter, súlya 39,3 kilogramm, felületét 845 kör alakú, polírozott, negatív (homorú) tükör és lézer tükör félgömbök borították, a tükrök átmérője 25 milliméter. A visszatükröződés számításából kapott adatok segítséget nyújtottak a Föld felső légréteg sűrűségének meghatározásához, a műhold pályaadatainak összeállításához. A forgó műholdról – hajnalban és naplementénél – visszaverődő fényeket távcsövek segítségével vizuálisan megfigyelték. Napközben lézerfény megvilágítás mellett végeztek megfigyeléseket.
A műhold nagyon stabil, közepes Föld körüli pályán (MEO) keringett. Az orbitális egység induló pályája 91,94 perces, 51,64 fokos hajlásszögű, elliptikus pálya perigeuma 358 kilométer, az apogeuma 382 kilométer volt.
Megfigyelő helyek voltak: Utah/Amerikai Egyesült Államok, Anglia, Argentína, Ausztrália, Belgium, Kína, Dánia, Finnország, Japán, Dél-afrikai Köztársaság, Kanada, Mexikó, Új-Zéland, Pakisztán, Ausztria, Spanyolország, Törökország és Zimbabwe.
2002. április 26-án, 141,53 nap (0,39 év) után belépett a légkörbe és megsemmisült.

## Tizenegyedik nap
2001. december 17-én a Kennedy Űrközpont]on (KSC), kiinduló bázisán szállt le. Összesen 111 napot, 19 órát, 36 percet és 45 másodpercet töltött a világűrben. 7 700 000 kilométert (4 800 000 mérföldet) repült, 185 alkalommal kerülte meg a Földet.

## Személyzet
(zárójelben a repülések száma az STS–108 küldetéssel együtt)
- Dominic Lee Pudwill Gorie  (3), parancsnok
- Mark Edward Kelly  (1), pilóta
- Linda Maxine Godwin  (4), küldetés specialista
- Daniel Michio Tani  (1), küldetés specialista
- Jurij Ivanovics Onufrijenko  (2), küldetésfelelős/ISS parancsnok – Orosz Szövetségi Űrügynökség (RKA)
- Carl Erwin Walz  (4), küldetésfelelős/ISS fedélzeti mérnök
- Daniel Wheeler Bursch  (4), küldetésfelelős/ISS fedélzeti mérnök

### Tartalék személyzet
- Gennagyij Ivanovics Padalka  küldetésfelelős/ISS parancsnok
- Stephen Kern Robinson  küldetésfelelős/fedélzeti mérnök
- Edward Michael Fincke  küldetésfelelős/fedélzeti mérnök

### Visszatérő személyzet
- Dominic Lee Pudwill Gorie (3), parancsnok
- Mark Edward Kelly (1), pilóta
- Linda Maxine Godwin (4), küldetés specialista
- Daniel Michio Tani (1), küldetés specialista
- Frank Lee Culbertson  (3), ISS parancsnok/küldetésfelelős
- Mihail Vlagyiszlavovics Tyurin  (1), fedélzeti mérnök/küldetésfelelős (RKA)
- Vlagyimir Nyikolajevics Gyezsurov  (2), fedélzeti mérnök/küldetésfelelős (RKA)